# Bestuurskundige Berichten
Bestuurskundige Berichten is een Nederlands tijdschrift voor in eerste instantie studenten en alumni van de studie Bestuurskunde aan Universiteit Leiden. De hoofdredactie wordt elk jaar samengesteld door het bestuur van studievereniging B.I.L.. De eerste editie verscheen in mei 1986. Het is daarmee het oudste semiwetenschappelijke, bestuurskundige tijdschrift van Nederland. Naast inhoudelijke stukken was de Bestuurskundige Berichten vanaf de oprichting een verenigingsblad. Zo werden tentamenuitslagen opgenomen, maar ook aankondigingen en verslagen van stages, algemene ledenvergaderingen en evenementen. Het tijdschrift komt tegenwoordig twee keer per jaar uit en is opgenomen in de collectie van de Koninklijke Bibliotheek.

## Oprichting
De Leidse studie Bestuurskunde, een samenwerkingsverband van Universiteit Leiden en Erasmus Universiteit Rotterdam, ging op 1 september 1984 van start. Bij een van de eerste colleges werd door professor van Braam de oproep gedaan aan studenten om een studievereniging op te richten. Op 22 mei 1985 werd zo door een groep studenten studievereniging B.I.L. opgericht. Al vrij snel na de oprichting van de studievereniging gaan er stemmen op om een verenigingsblad uit geven. Het doel daarbij was niet alleen het verschaffen van informatie over verenigingsactiviteiten en de studie, maar ook het bieden van een platform voor docenten, onderzoekers en studenten om zich te kunnen uiten over hun vak, hun studie en hun onderzoek. Door de combinatie van een verenigingskatern en een wetenschappelijk katern wordt het blad semiwetenschappelijk genoemd.
In maart 1986 wordt een initiatiefgroep opgericht die de uitgave van een proefnummer moet voorbereiden. Het eerste nummer verscheen in mei 1986. Volgens voormalig B.I.L.-bestuurslid Rogier Rijnja werd er voor de invulling dicht bij huis gezocht: “We haalden de schrijvers van dichtbij: het eerste nummer werd vooral gevuld door stafleden”. In deze uitgave zat onder andere een interview met Piet Dankert over de kritische Britse houding in het Europees parlement. Een zeer opvallend artikel in deze uitgave is een interview met toenmalig hoogleraar bestuurskunde in Rotterdam, Uri Rosenthal. In het interview sprak hij over “het falen van het Twentse bestuurskundige onderzoek. In de tweede editie, van september 1986, werden quotes uit dit interview voorgelegd aan hoogleraar Andries Hoogerwerf van universiteit Twente. Hij reageerde fel op Rosenthal: “Doe in ’s hemelsnaam niet zo dogmatisch als Rosenthal, zo van ‘ik Rosenthal weet precies hoe het moet, en de anderen, die het niet met mij eens zijn, deugen niet’. Waar slaat dat nou op! Dat is toch geen wetenschappelijke mentaliteit!”. In een bijdrage in 2019 schreef bijzonder hoogleraar Frits van der Meer over deze discussie: "De BB-redactie ontlokte aan Rosenthal wat negatieve opmerkingen over de Twentse beleidsbenadering. Daarmee gingen ze naar Hoogerwerf toe om hem met deze uitspraken van Rosenthal te confronteren. Hoogerwerf liet zich deze kans niet ontgaan en ging er met een scheermes overheen. Voor degenen die van zoiets hielden was het vrij amusant om te lezen" Het lukt de redactie van het blad, die na het verschijnen van het proefnummer in mei in juni 1986 wordt ingesteld, om grote politieke en bestuurlijke namen te interviewen. De redactie zetelde in deze jaren aan het Rapenburg 59 in Leiden. In de tweede editie werd Dick Dolman geïnterviewd over de verhoudingen tussen ambtenaren en politici. In januari 1987 werd minister van Defensie van Eekelen geïnterviewd en schreef Detlev van Heest een reportage over universiteit Oxford. Joris Voorhoeve werd geïnterviewd als nieuwe fractievoorzitter van de VVD en Neelie Kroes als minister van Verkeer en Waterstaat.
Naast interviews was er een sterke betrokkenheid van professoren en docenten van de vakgroep bestuurskunde uit Leiden en Rotterdam. Paul ’t Hart en Uri Rosenthal schreven in december 1987 over crisisbesluitvorming naar aanleiding van het Heizeldrama in 1985. Lid van de vakgroep Bestuurskunde Jouke de Vries schreef voor elk nummer een boekbespreking. Zo schreef hij in 1989 een recensie over ‘aangeschoten wild’ van Paul Kuypers en Geert Mak over ‘aangeschoten wild en een beschouwing over ‘The End of History’ van Francis Fukuyama.
Ook door studenten werden bestuurskundige stukken aangeleverd. De focus lag daarbij op verschillende thema’s, zoals de Europese Unie, publiek-private samenwerkingen, de inhoud van de studie bestuurskunde Naast inhoudelijke stukken was de Bestuurskundige Berichten in de jaren ’80 een verenigingsblad. Zo werden tentamenuitslagen opgenomen, maar ook verslagen van stages, algemene ledenvergaderingen en reizen. In oktober 1989 verhuisde de redactie van Rapenburg 59 naar het Pieter de la Courtgebouw in Leiden. Hoewel de BB inhoudelijk en organisatorisch goed functioneert, blijven financiën in de beginjaren een probleem. Het vervaardigen van het elke editie kost zo’n 1500 gulden, terwijl er amper 1.000 gulden terugkomt door advertentie-inkomsten, de bijdrage van de B.I.L. en de subsidie van de vakgroep.
In de eerste jaargangen heeft de Bestuurskundige Berichten nooit een specifiek thema gehad. In 1993 verandert dit en verschijnt de eerste thema-BB, getiteld ‘Principes, Geloof en Bijgeloof’. In de jaren daarna zijn thema-BB’s eerder regel dan uitzondering: alleen in januari en april 1997 worden er BB’s zonder thema uitgegeven Vanaf 2000 werd de lay-out van het blad aangepast met behulp van professionele lay-out software. Daarnaast werd het blad full-color in plaats van zwart-wit. Haroon Sheikh schreef in juni 2001 een opinieartikel over ‘Bestuurskunde en de vraag naar het eigen leven. In 2002 schreef minister Sander Dekker een stageverslag over zijn studie aan Oxford. Daarnaast is er door de jaren heen veel aandacht geweest voor het jaarlijkse Landelijk Congres Bestuurskunde (LCB) van het Landelijk Overlegorgaan Bestuurskundeverenigingen.

## Jaren '10
In 2014 betrof de oplage 1.350 exemplaren: alle leden van de vereniging ontvingen het exemplaar. Door de hoge kosten daarvan werd werd besloten om het blad in een andere vorm te laten uitkomen. Binnen de studievereniging B.I.L. werd het Haagsch Kwartiertje opgericht, waarin de vereniging meer centraal kwam te staan. Vanaf 2015 werd de Bestuurskundige Berichten een alumniblad met ruimte voor bestuurskundig onderzoek. De oplage daalde naar 250 exemplaren. Het blad viel bij de studievereniging onder commissie extern, die ook verantwoordelijk is voor samenwerkingen met bedrijven en het contact met alumnileden
Vanaf februari 2016 vielen de redactionele taken van de commissie onder de alumnicommissie. Na een korte periode aan het Lange Voorhout verhuisde de redactie eind 2016 naar de Turfmarkt in Den Haag In 2017 kwam er maar één nummer uit. Hierin stond het thema klimaatverandering centraal. Interviews met onder andere Niels van den Berge en staatssecretaris van Milieu en Infrastructuur Sharon Dijksma. In 2018 een interview met Tamara van Ark. Kandidaat Tweede Kamerlid Mikal Tseggai was lid van de commissie. In 2019 werd er opnieuw een commissie opgericht voor de Bestuurskundige Berichten. Daarbij werd ook de oplage verhoogd. In de eerste editie van 2020 publiceerde het blad een interview met bestuurskundige Ayaan Hirsi Ali en voorzitter van Bouwend Nederland Maxime Verhagen. In het septembernummer gingen Paul Cliteur en Sandra Groeneveld in debat over het diversiteitsbeleid van Universiteit Leiden. In 2021 ligt de oplage op 500 exemplaren. Het blad wordt twee keer per jaar uitgebracht. Daarnaast worden door de commissie podcasts gemaakt en evenementen georganiseerd. Het archief is beschikbaar op de website van studievereniging B.I.L.

## Bekende redactieleden
In de redactie, redactieraad of als freelancer:
- Antoinette Laan-Geselschap, Kamerlid namens de VVD
- Mark Bovens, hoogleraar Bestuurskunde en lid WRR
- Adriaan Visser, oud-wethouder in Rotterdam
- Lucella Carasso, journaliste en radiopresentatrice,
- Jouke de Vries, voorzitter College van Bestuur Universiteit Groningen
- Sander Dekker, demissionair minister voor Rechtsbescherming
- Sandra Korstjens, correspondent Latijns-Amerika
- Mikal Tseggai, fractievoorzitter PvdA Den Haag
- Detlev van Heest Nederlandse schrijver